# ۲۵۲ (قمری)
۲۵۲ (قمری)، دویست و پنجاه و دومین سال در گاهشماری هجری قمری است. اول محرم این سال برابر با بیست و ششم ژانویه سال ۸۶۶ میلادی است.